# Infurcitinea gaedikella
Infurcitinea gaedikella är en fjärilsart som beskrevs av Nel 2003. Infurcitinea gaedikella ingår i släktet Infurcitinea och familjen äkta malar.
Artens utbredningsområde är Frankrike. Inga underarter finns listade i Catalogue of Life.